# Pride Remix
Singles de High and Mighty Color
Over ~Indies Version~
(2004) Pride Remix
(2005)
Pride est le 2e single de High and Mighty Color sorti sous le label SME Records le 26 janvier 2005 au Japon. Il atteint la 2e place du classement de l'Oricon. Il se vend à 85 878 exemplaires la première semaine et reste classé 17 semaines pour un total de 347 830 exemplaires vendus.
Pride a été utilisé comme 2e thème de fin de l'anime Mobile Suit Gundam SEED DESTINY. Pride se trouve sur l'album G∞ver et sur les 2 compilations, 10 Color Singles et BEEEEEEST.

## Liste des titres de Pride
Toutes les paroles sont écrites par High and Mighty Color.
| 1. | Pride                      | 4:18 |
| 2. | Hikaru Kakera (光るカケラ) | 4:22 |
| 3. | All Alone                  | 5:44 |
| 4. | Pride (Instrumental)       | 4:18 |

Singles de High and Mighty Color
Pride
(2005) Over
(2005)
Pride Remix est le 3e single de High and Mighty Color sorti sous le label SME Records le 24 mars 2005 au Japon. Il atteint la 20e place du classement de l'Oricon et reste classé 7 semaines pour un total de 18 527 exemplaires vendus.

## Liste des titres de Pride Remix
Toutes les paroles sont écrites par High and Mighty Color.
| 1. | Pride ~Nu school of mixture mix~               | 4:37 |
| 2. | Pride ~R&B norishiro mix~                      | 4:20 |
| 3. | Pride ~HΛL's MIX 2005~                         | 5:21 |
| 4. | Pride ~D.D.INOReMIX~                           | 5:16 |
| 5. | Pride ~Real Latin Players mix~                 | 7:37 |
| 6. | Pride ~"Phantom pain" norishiro break megamix~ | 3:09 |